# Sielhafen

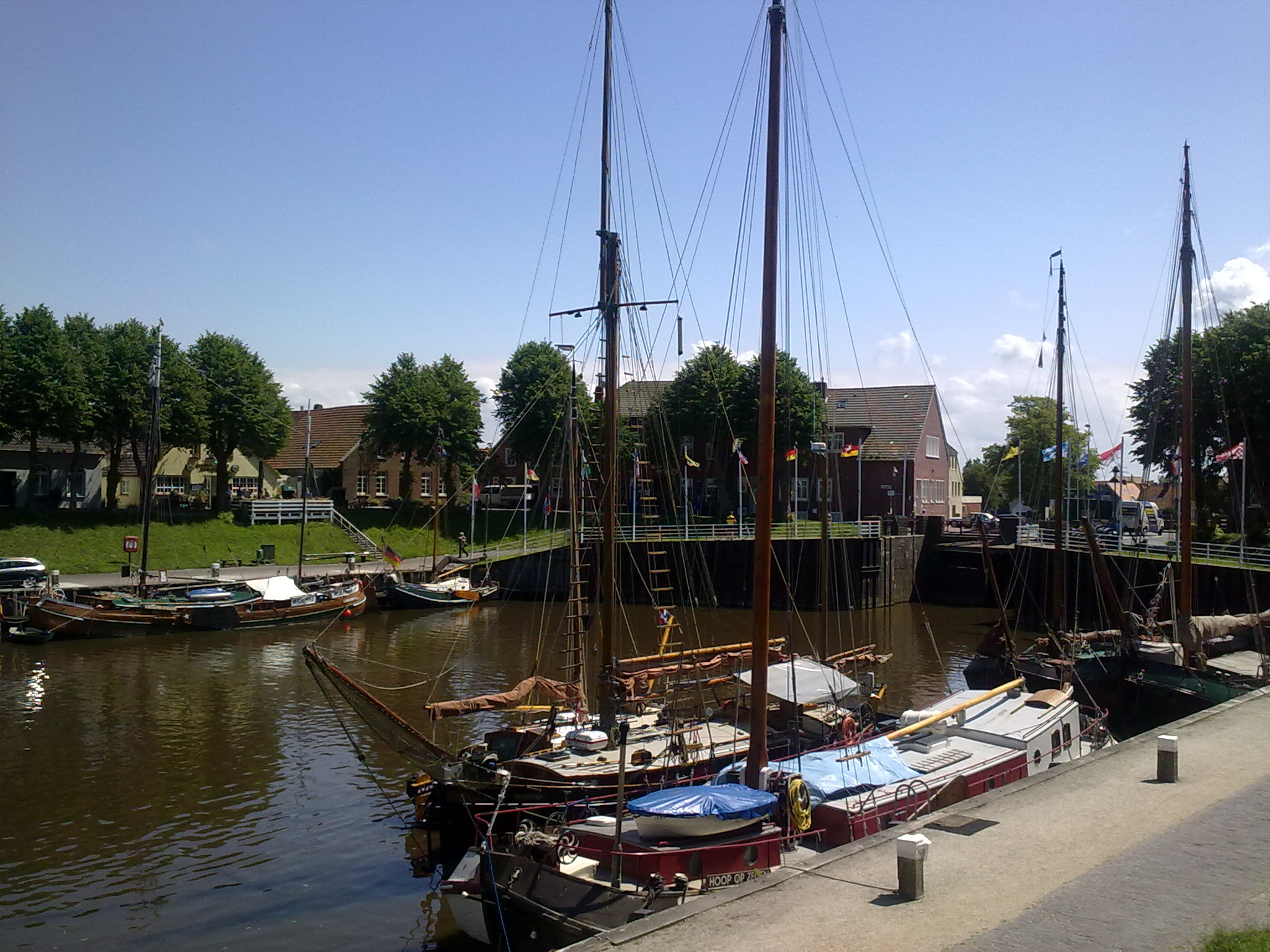
Hafen von Carolinensiel mit Siel im Hintergrund

Der Sielhafen ist der vorherrschende Hafentyp an der west- und ostfriesischen Nordseeküste. An einem Siel, das der Entwässerung des eingedeichten Landes dient, spült das austretende Binnenwasser eine tiefe Rinne ins Watt. Falls der Sielzug nicht genügend Wasser enthielt, um den Hafen zu reinigen, wurde früher ein Spülbecken (Niederländisch: Spoye) gebaut. Der Hafentypus wurde in den westlichen Niederlanden entwickelt.
Diese Rinnen und der Anschluss an die schiffbaren Wasserläufe im Hinterland, die Tiefs, machten die Siele zu geeigneten Standorten für Häfen im flachen Wattenmeer. Um eine Durchfahrt durch das Siel zu ermöglichen, baute man seit dem 15. Jahrhundert Sieltore und tunnelartige Gewölbe. Kleine Plattbodenschiffe konnten diese mit umgelegtem Mast passieren. Im 18. Jahrhundert begann man mit dem Bau offener Siele mit Klappbrücken. Diese konnten Segelschiffe mit stehenden Masten durchfahren. 
Die Sielhafenorte zeichnen sich durch Bebauung beiderseits des Deiches rund um das Hafenbecken oder beiderseits des Sielzugs aus. Sie entwickelten sich häufig zu Marktsiedlungen oder Flecken. Bei den kleineren Orten blieb die Bebauung jedoch beschränkt auf ein Sielverwaltershaus und einige Gasthäuser mit Scheunen und Speichern.
Die Sielhafenorte in Ost- und Westfriesland sowie im Groningerland tragen diese Funktion meistens in ihrem Namen: z. B. Greetsiel, Dornumersiel, Carolinensiel, Horumersiel. Einige ehemalige Sielhafenorte liegen heute im Hinterland und haben im Fortgang der Landgewinnung durch Eindeichung ihre Hafenfunktion verloren (z. B. Alt- und Neufunnixsiel oder Neugarmssiel). 
Nicht alle Sielhafenorte haben einen Namen auf -siel. Ältere holländische Beispiele sind Delfshaven, Oudesluis (Noord-Holland), Kolhorn, Broekerhaven, Edam, Spaarndam, Lemmer, Makkum (Oosterkloosterzijl) und Visvliet. Deutsche Beispiele sind oder waren Ditzum,  Papenburg (Drostensiel), De Knock, Norden (Alte en Große Siel), Neustadtgödens, Bremen-Vegesack, Cuxhaven, Neuhaus (Oste), Glückstadt, Friedrichstadt und Tönning. Sie wurden meistens um 1600 von niederländischen Deichbaumeistern gebaut.
Das Deutsche Sielhafenmuseum in Carolinensiel im Landkreis Wittmund zeigt mit seinem Museumshafen und in seinen Ausstellungen die Geschichte und Gegenwart der Sielhäfen an der Nordsee.